# Einstein Probe
Einstein Probe (chinesisch 愛因斯坦探針 / 爱因斯坦探针, Pinyin Àiyīnsītǎn Tànzhēn) ist ein Weltraumteleskop der Chinesischen Akademie der Wissenschaften, das den zeitlichen Ablauf von Phänomenen wie Tidal Disruption Events im Bereich der weichen Röntgenstrahlung beobachten soll. An einer der Nutzlasten sind auch die Europäische Weltraumorganisation und das Max-Planck-Institut für extraterrestrische Physik beteiligt.
Das Teleskop wurde am 9. Januar 2024 um 7:03 Uhr UTC vom Kosmodrom Xichang  gestartet.

## Geschichte
Da die oberen Schichten der Erdatmosphäre Röntgenstrahlung absorbieren, sind astronomische Beobachtungen in diesem Bereich des elektromagnetischen Spektrums vom Boden aus nicht möglich. Die entsprechenden Teleskope müssen im Weltall stationiert werden. Die ersten Schritte in dieser Richtung wurden von Riccardo Giacconi durchgeführt, zuerst im Juni 1962 mit Höhenforschungsraketen, dann mit dem am 12. Dezember 1970 gestarteten Satelliten Uhuru. Mit Hilfe von Uhuru und seinen Nachfolgern führte man zunächst eine Durchmusterung des Himmels durch. Hunderte, später tausende von Röntgenquellen wurden entdeckt und ihr Energiespektrum untersucht.
Im Laufe der Jahre verlagerte sich das Interesse der Astronomen von statischen Röntgenquellen zur Beobachtung von Ereignisabläufen, dem sogenannten „Zeitbereich“. Das Problem bei kurzen, in den Röntgenbereich rotverschobene Gammablitze aussendenden Ereignissen wie dem Gravitationskollaps von Sternen oder der Verschmelzung von Schwarzen Löchern ist, dass sie nur schwer vorauszusagen sind. Man benötigt also Teleskope mit einem großen Sichtfeld, die mit einer hohen Wiederholungsrate den gesamten Himmel überwachen.
Beispiele für derartige Teleskope sind das amerikanische Burst Alert Telescope auf dem 2004 gestarteten Satelliten Swift oder die japanische Gas Slit Camera des MAXI-Teleskops auf der Internationalen Raumstation. Diese Teleskope haben jedoch eine begrenzte Empfindlichkeit; sie arbeiten im Bereich der mittleren und starken Röntgenstrahlung. Das BAT kann Photonen von 15–150 keV wahrnehmen, die GSC Photonen von 2–30 keV.
Beobachtungen im Bereich der weichen Röntgenstrahlung unterhalb von 2 keV sind damit nicht möglich. Wolter-I-Teleskope, wie sie in den 1999 gestarteten Satelliten XMM-Newton und Chandra zum Einsatz kommen, haben eine sehr hohe Empfindlichkeit und räumliche Auflösung, dafür aber ein ausgesprochen enges Sichtfeld. Eine Überwachung des gesamten Himmels ist damit schwierig.
Um den Widerspruch zwischen Sichtfeld und Empfindlichkeit aufzulösen, schlug Roger Angel von der University of Arizona 1979 vor, das Auge eines Hummers zu imitieren, das keine Linse besitzt, sondern tausende, in alle Richtungen zeigende Röhren mit reflektierenden Innenflächen, die, vergleichbar mit einem Glasfaserkabel, das Licht auf die Netzhaut des Tieres leiten. In den 1980er Jahren war dies technisch noch nicht zu realisieren, aber ab 2010 befasste sich eine Forschergruppe an den Nationalen Astronomischen Observatorien der Chinesischen Akademie der Wissenschaften damit, einen Röntgen-Bildgeber nach dem Hummeraugen-Prinzip zu konstruieren. Als das Nationale Zentrum für Weltraumwissenschaften Anfang 2013 Vorschläge für Reserveprojekte (背景型号) für das Weltraumwissenschaftliche Prioritätsprogramm sammelte, schlug die Gruppe zusammen mit dem Institut für Hochenergiephysik der Chinesischen Akademie der Wissenschaften ein Röntgenteleskop vor, bei dem der Hummeraugen-Bildgeber zum Einsatz kommen sollte.
Da mit dem Teleskop unter anderem Schwarze Löcher und die elektromagnetische Gegenstücke von Gravitationswellen beobachtet werden sollten, Dinge, die Albert Einstein in der Allgemeinen Relativitätstheorie vorhergesagt hatte, erhielt der Satellit die Bezeichnung „Einstein-Sonde“, zu Englisch Einstein Probe, wobei das Wort „Sonde“ im Sinne von „Laborgerät“ gemein war, wie in „Langmuir-Sonde“, nicht als Tiefraumsonde – der Satellit sollte in einer Umlaufbahn um die Erde kreisen.
Im Juli 2013 wurde der Vorschlag akzeptiert. In den folgenden zwei Jahren wurde, bereits mit finanzieller Unterstützung aus dem Prioritätsprogramm, ein konkretes Konzept für den Satelliten ausgearbeitet. Bis 2015 wurde von nun 40 Wissenschaftlern aus 10 Instituten ein erster Prototyp gebaut.
Nach einer weiteren Verfeinerung des Konzepts entschloss man sich, 12 Hummeraugen-Teleskope mit einem Sichtfeld von insgesamt 60° × 60° (also 3600 Quadratgrad) mit einem Wolter-I-Folgeteleskop mit einem Sichtfeld von 30 Winkelminuten zu kombinieren, das von dem Weitwinkelteleskop wahrgenommene Ereignisse dann genauer beobachten sollte.
Später erweiterte man das Konzept erneut und verwendete nun zwei Folgeteleskope mit einem Gesamtsichtfeld von 1° Durchmesser, deren auf der Technik des 2019 gestarteten Röntgenteleskops eROSITA beruhenden Kernkomponenten vom Max-Planck-Institut für extraterrestrische Physik in Garching bei München beigesteuert wurden.
Im September 2017, drei Monate nach dem Start des Hard X-ray Modulation Telescope, begann man mit dem Bau von Ingenieurmodellen der sechs Einzelsysteme des Satelliten, und am 4. Juli 2018 wurde die Einstein-Sonde offiziell in die zweite Förderrunde des Weltraumwissenschaftlichen Prioritätsprogramms aufgenommen. Technischer Direktor des Projekts war Gu Yidong (顾逸东, * 1946) von der Akademie für Optoelektronik der Chinesischen Akademie der Wissenschaften (seit dem 24. Juli 2017 ein Teil des Instituts für Informationsgewinnung durch Luft- und Raumfahrt). Chefwissenschaftler war Yuan Weimin (袁为民), der bereits am XMM-Newton der ESA mitgearbeitet hatte.
Am 28. April 2020 fand durch eine Kommission des Nationalen Zentrums für Weltraumwissenschaften die Abnahme der Systemprototypen statt. Die Kommission erteilte der Innovationsakademie für Mikrosatelliten den Auftrag, einen Prototyp des kompletten Satelliten zu bauen, um ihn ausgiebig zu testen.
Die Tests verliefen nicht zur vollen Zufriedenheit. Es gab Qualitätsprobleme und die Konstruktion des Satelliten musste noch einmal überarbeitet werden. Am 25. März 2022 erteilte das Nationale Zentrum für Weltraumwissenschaften schließlich die Genehmigung, mit dem Bau des für den Einsatz bestimmten Satelliten zu beginnen.  Wang Chi, der als Direktor des Zentrums für Weltraumwissenschaften für die Umsetzung des Weltraumwissenschaftlichen Prioritätsprogramms verantwortlich ist, wies bei dieser Gelegenheit darauf hin, dass das Qualitätsmanagement und die Risikontrolle verbessert, sowie Pläne in Bezug auf die internationale Zusammenarbeit sowie Epidemien entwickelt werden sollten, damit sichergestellt sei, dass das Satellitenprojekt fristgerecht und in guter Qualität abgeschlossen wird.

## Aufbau

### Bus
Der von der Innovationsakademie für Mikrosatelliten hergestellte Satellitenbus ähnelt vom Prinzip her dem von SVOM oder TanSat, ist aber mit 3,0 × 3,0 × 3,6 m etwa doppelt so groß. Der Satellit besitzt inklusive Instrumenten eine Startmasse von 1,4 t und wird über zwei Solarzellenflügel mit jeweils drei Modulen im Durchschnitt mit einer Leistung von 1 kW versorgt. Der Satellit ist dreiachsenstabilisiert und wird mit Reaktionsrädern auf den gewünschten Himmelssektor ausgerichtet. Innerhalb von vier Minuten kann das Gehäuse um 60° gedreht werden. Die Genauigkeit der Ausrichtung ist besser als 0,05° und kann mit 0,0005°/s stabil gehalten werden. Dies entspricht der Präzision des CAST3000-Busses für hochauflösende Erdbeobachtungssatelliten. Zur Orientierung verfügt der Satellit über zwei auf der mit den Teleskopen besetzten Oberseite des Gehäuses angeordnete Sternsensoren.

### WXT
Das Weitwinkelteleskop bzw. Wide-field X-ray Telescope, kurz „WXT“, besteht aus 12 Hummeraugen-Modulen von jeweils 17 kg und einer elektrischen Leistungsaufnahme von knapp 13 W. Mit den Peripheriegeräten wiegt das gesamte Teleskop 251 kg und hat eine Leistungsaufnahme von 315 W.
Die Hummeraugen-Module sind in einer 4-2-2-4-Anordnung auf der Oberseite des Gehäuses rund um die beiden Folgeteleskope montiert und so zur Längsachse geneigt, dass sie zusammen ein Feld von 3600 Quadratgrad abdecken. Ein einzelnes Hummeraugen-Modul besteht zunächst aus einem kurzen Rohr mit quadratischem Querschnitt, das Streulicht von Sonne, Mond und Erde abhält. Darunter liegt das eigentliche Hummerauge, eine 6×6-Matrix aus Mikroporenoptik-Quadraten von jeweils 4 × 4 cm, die aus einer Vielzahl von quadratischen Lichtleiterkanälen mit einer lichten Weite von 20 μm bestehen. Im Brennpunkt des Systems befinden sich vier Active Pixel Sensoren in einer 2×2-Anordnung, die, da das Hummerauge ein Hohlkugel-Segment bildet, ähnlich einer flachen Pyramide in der Mitte höher gelagert sind als an den Seiten, um Verzerrungen zu vermeiden. Jeder der von der Gpixel Optotech, einer Ausgründung des Changchuner Instituts für Optik, Feinmechanik und Physik der Akademie der Wissenschaften hergestellten Sensoren hat eine Größe von 6 × 6 cm und 4000 × 4000 Pixel. Die Sensoren, mit denen mehrere Dutzend Bilder pro Sekunde aufgenommen werden können – schneller als CCD-Sensoren – werden mit einem aktiven Kühlkreislauf bei −30 °C gehalten. Die Bandbreite des Weitwinkelteleskops reicht von 0,5 keV bis 4,0 keV, es ist für 1 keV optimiert.

### FXT
Das Folgeteleskop bzw. Follow-up X-ray Telescope, kurz „FXT“, besteht aus zwei Wolter-I-Teleskopen mit einem Gesamtgewicht von 276 kg und einer elektrischen Leistungsaufnahme von 200 W. Das Teleskop hat eine Brennweite von 1,6 m. Die Kernkomponente eines Folgeteleskops ist das von der ESA mit 10 Millionen Euro finanzierte und der Media Lario GmbH aus Bosisio Parini bei Mailand gefertigte Spiegelmodul.
Ein Spiegelmodul besteht, wie diejenigen von eROSITA, aus 54 ineinander geschachtelten, vergoldeten Spiegelschalen aus Nickel. Davor ist ein an ein Rad mit Speichen erinnerndes Strahlenleitfilter angeordnet, das aus größerem Winkel einfallende Röntgenstrahlung – das hochenergetische Äquivalent zum Streulicht – abhält und nur mehr oder weniger parallel zur Teleskopachse einfallende Strahlung durchlässt. Die beiden Teleskope besitzen damit ein Sichtfeld von 1° und eine effektive Bildaufnahmefläche von 600 cm². Zur Bildgebung verwendet das Folgeteleskop für jede Röhre einen vom Max-Planck-Institut für extraterrestrische Physik beigesteuerten CCD-Sensor mit einer Größe von 28,8 × 28,8 mm und 384 × 384 Pixeln. Mit diesen Sensoren können bis zu 20 Bilder pro Sekunde aufgenommen werden, sie werden mit jeweils einem Helium-Pulsröhrenkühler im Bereich zwischen −80 °C und −110 °C gehalten. Die Bandbreite des Folgeteleskops reicht von 0,3 keV bis 10 keV, es ist für 1,25 keV optimiert.

## Beteiligte Institutionen
An der Einstein-Sonde sind folgende Institutionen beteiligt:
- Nationales Zentrum für Weltraumwissenschaften (CAS): Gesamtleitung, Auftragsvergabe, Betrieb des Satelliten, Datenverarbeitung, Archivierung
- Nationale Astronomische Observatorien (CAS): wissenschaftliche Auswertung, Weitwinkelteleskop
- Innovationsakademie für Mikrosatelliten (CAS): Satellitenbus
- Shanghaier Institut für technische Physik (CAS): Weitwinkelteleskop
- Institut für Hochenergiephysik (CAS): Folgeteleskop
- Institut für extraterrestrische Physik (MPG): Folgeteleskop
- Europäische Weltraumorganisation: Folgeteleskop
- Chinesische Akademie für Trägerraketentechnologie (CASC): Trägerrakete[21]

## Geplanter Beobachtungsbetrieb
Mit der Einstein-Sonde wird nur der Nachthimmel beobachtet. Während sich der Satellit auf der Sonnenseite der Erde befindet, laden die Solarmodule seine Akkumulatoren auf. Mit seinem Sichtfeld von 3600 Quadratgrad kann das Weitwinkelteleskop in drei Umläufen von jeweils 97 Minuten den gesamten Nachthimmel überwachen. Am westlichen Ende der Nachtseite, dort wo auf der Erdoberfläche gerade die Sonne untergeht, wird der Satellit mit seinen Reaktionsrädern um 60° weg von der Linie Sonne-Erde nach Westen geschwenkt. 20 Minuten später wird der Satellit parallel zur Linie Sonne-Erde ausgerichtet, wieder 20 Minuten später dann um 60° nach Osten. Hierbei ist der Satellit um 60° weg von der Äquatorebene nach Norden gerichtet. Für den nächsten Umlauf wird der Satellit in die Äquatorebene gedreht und die West-Mitte-Ost-Sequenz wiederholt, beim nächsten Umlauf zeigt die Achse des Satelliten dann um 60° nach Süden. Anschließend beginnt die Prozedur von neuem. Durch die Bewegung der Erde um die Sonne kann auf diese Art in einem halben Jahr die gesamte Himmelskugel abfotografiert werden.
Neben aktiven Galaxienkernen und Röntgendoppelsternen interessieren sich die Wissenschaftler von den Nationalen Astronomischen Observatorien vor allem für Tidal Disruption Events, elektromagnetische Gegenstücke zu Gravitationswellen, Supernova Shock Breakouts sowie Röntgenblitze und rotverschobene Gammablitze.
Wenn das Weitwinkelteleskop ein derartiges Ereignis registriert, informiert der Satellit nach demselben Prinzip wie bei GECAM über den Kurznachrichtendienst des chinesischen Satellitennavigationssystems Beidou sofort das Bodensegment des Projekts im Nationalen Zentrum für Weltraumwissenschaften. Dieses richtet innerhalb von 5 Minuten das Folgeteleskop auf die angegebenen Koordinaten aus, um das Ereignis mit hoher Empfindlichkeit und Auflösung zu beobachten. Gleichzeitig informiert das Zentrum für Weltraumwissenschaften über sein Netzwerk die Observatorien in aller Welt, damit diese das Ereignis ebenfalls beobachten können.
Umgekehrt informieren andere Observatorien auch das Zentrum für Weltraumwissenschaften über von ihnen entdeckte Ereignisse. Das Zentrum kann dann über den Kurznachrichtendienst von Beidou Steuerbefehle an den Satelliten schicken, die reguläre Beobachtungsroutine unterbrechen und das Folgeteleskop auf das Ereignis ausrichten. Falls es hiermit Probleme gibt, kann auch das Satellitenkontrollzentrum Xi’an über den regulären Telemetrie- und Steuerungskanal den Satelliten schwenken. Letzteres ist jedoch nur als Reservemöglichkeit vorgesehen.